# بيان نطاق المشروع
بيان نطاق المشروع (بالإنجليزية: Project Scope Statement)‏. هو وثيقة تستخدم لتنمية وتعزيز فهم عام لنطاق المشروع بين المهتمين بالمشروع. وهذه آلية مناسبة للحيلولة دون حدوث ما يدعى
وهو ميل نطاق المشروع للاستمرار في التوسع. التفصيل والوضوح هما أمران،(Project Scope Creep) بزحف نطاق المشروع
جوهريان في هذه الوثيقة.
من المفيد أن يجري بناء وثيقة أولية أو تمهيدية لنطاق المشروع خلال مرحلة إطلاق المشروع، ومن ثم بناء وثيقة أكثر تفصي ً لا مع
تقدم العمل في هذا المشروع.
بعد وضع هذه الوثيقة، لا يمكن إجراء أي تعديل أو تغيير عليها بدون تقييم عواقب هذا التعديل ومصادقة النطاق الجديد.

## محتويات البيان التمهيدي لنطاق المشروع
- غايات المشروع
- متطلبات ومزايا المنتج أو الخدمة
- حدود المشروع
- المخرجات المتوقعة
- معيار قبول المنتج
- قيود وافتراضات تتعلق بالمشروع
- البنية التنظيمية للمشروع
- قائمة أولية بالمخاطر
- ملخص الجدولة الزمنية للمشروع
- ترتيب أولي لمستوى تقدير الكلفة
- متطلبات إدارة التوصيف
- وصف لمتطلبات المصادقة

## إجرائية تطوير بيان تمهيدي لنطاق المشروع
- الدخل

1. عقد المشروع
2. بيان عمل المشروع
3. العوامل المتعلقة ببيئة المؤسسة
4. إجرائية تنظيم الموجودات

- الأدوات والتقنيات

1. منهجية إدارة المشروع
2. نظام معلومات إدارة المشروع
3. أحكام وآراء الخبراء

- الخرج

1. بيان تمهيدي لنطاق المشروع

## روابط خارجية
- مقدمة في إدارة المشاريع الجامعة الافتراضية السورية